# Eskina Familia Skuad
Eskina Familia Skuad —abreviado E.F.S.— Es un grupo de Hip Hop Chileno, originario de la ciudad de Iquique. Dentro de sus sencillos más conocidos se encuentran Crece La Planta y Grandeza Celestial.

## Biografía
La agrupación partió aproximadamente entre 1999 y 2000 en Iquique. Nació de antiguos grupos de hip hop underground como Nerbus, Razademente y Gendekon, L.F.S y en los platos el DJ del grupo que pertenece a Encaramados de Copiapó y en la parte visual con el escritor iquiqueño de la M.O.E.

### Historia musical
En el año 2005 lanzan su primer trabajo llamado Guerra Interna una recopilación de temas creados en Iquique y en la zona entre La Serena y Coquimbo, recibiendo la colaboración de varios grupos y MCs la mayoría amigos del grupo: Encaramados, desorbitados(DB2), HipHopEsperanza, Henfrentamientoh y compañeros de su misma familia. Tras este álbum, saltan a la masividad al telonear a artistas como Tres Coronas, Falsalarma y Mobb Deep.
El segundo álbum se tituló Raíz Tape 07 y se lanzó en 2007. Con un éxito moderado, contó con colaboraciones de Movimiento Original y Deska. El nombre de este registro musical proviene de raíz que significa mantener las raíces del hip hop y tape de mixtape.[cita requerida]

## Discografía
- 2005 - Guerra Interna (Independiente)
- 2007 - Raíz Tape 07 (Independiente)
- 2008 - Eskina Familia Skuad (Compilatorio)
- 2017 - La Venganza de los Streetctos